# Édouard Adolphe Casimir Joseph Mortier
Édouard Adolphe Casimir Joseph Mortier, duca di Treviso (Le Cateau-Cambrésis, 13 febbraio 1768 – Parigi, 28 luglio 1835), è stato un generale francese, maresciallo dell'Impero con Napoleone Bonaparte.

## Biografia

### La Rivoluzione francese
Mortier nacque a Le Cateau-Cambrésis ed entrò nell'esercito con il grado di sottotenente nel 1791.
Combatté nelle guerre rivoluzionarie francesi, nelle campagne del 1792 e del 1793 sul fronte di nord-est, nei Paesi Bassi e successivamente sulla Mosa e sul Reno. Nella guerra della seconda coalizione, nel 1799, venne promosso generale di brigata e generale di divisione.

### Il Primo Impero di Napoleone
Guidò l'occupazione francese dell'Elettorato di Hannover, all'epoca possedimento di Giorgio III del Regno Unito: il 5 luglio 1803, Mortier ottenne dal Wallmoden la firma della Capitolazione di Artlenburg, che, sino al tardo 1813, segnò il destino dei possedimenti sul continente della famiglia di Hannover. In conseguenza dei suoi successi, Napoleone lo incluse nella prima lista di marescialli creati nel 1804.
Successivamente, Mortier ebbe il comando di uno dei corpi della Grande Armée alla battaglia di Ulma, e si distinse particolarmente per la sua brillante azione nella battaglia di Dürrenstein; nel 1806 operò nuovamente nella zona di Hannover e, nel 1807, combatté con la Grande Armée nella battaglia di Friedland.
Nel 1808, Napoleone lo nominò duca di Treviso titolo che si estinse nel 1912. Poco dopo fu messo al comando di un corpo d'armata nella campagna napoleonica per la conquista di Madrid. Mortier rimase in Spagna conquistando la vittoria nella battaglia di Ocaña nel novembre 1809. Nel 1812 e nel 1813 comandò la Giovane Guardia, e nella campagna difensiva del 1814 rese degli importanti servizi in operazioni di retroguardia e di distaccamenti. Nel 1815, dopo il ritorno della casa di Borbone con Luigi XVIII di Francia, si riunì a Napoleone durante i Cento giorni, assumendo un importante comando, ma all'inizio della battaglia di Waterloo fu costretto a lasciarlo per un attacco di sciatalgia.
È stato uno dei 18 marescialli di Napoleone (su 26) membri della Massoneria.

### La Restaurazione
Dopo la seconda restaurazione della monarchia borbonica, cadde in disgrazia per un certo tempo, ma nel 1819 venne riammesso come membro della Camera dei Pari di Francia e nel 1825 ricevette le insegne dell'Ordine dello Spirito Santo, la più alta onorificenza del regno.

### La Monarchia di Luglio
Dal 1830 al 1831 fu ambasciatore a San Pietroburgo e nel biennio 1834-1835 ministro della guerra e presidente del Consiglio dei ministri.
Nel 1835, mentre accompagnava Luigi Filippo di Francia ad una parata militare, il maresciallo Mortier ed altre undici persone, venivano uccise in un attentato al re ad opera del corso Giuseppe Fieschi.

## Committenza
Mortier fu, con la sua consorte, il committente del palazzo di Sceaux, nelle vicinanze di Parigi, che egli fece costruire sulle rovine del più antico castello distrutto dalla rivoluzione nel grandioso parco colbertiano.

## Araldica
|  |

|  |